# Malpighiaceae
Malpighiaceae es una familia de plantas del orden Malpighiales, comprende unos 75 géneros y 1300 especies en el trópico y subtrópico. Un 80% de los géneros y un 90% de las especies se encuentran en el Nuevo Mundo, sobre todo en Brasil, el resto se encuentra en África, Madagascar, Indonesia, Malasia y Filipinas.

## Descripción
Son árboles, arbustos o bejucos, perennes, con tricomas unicelulares, generalmente mediifijos o submediifijos; plantas generalmente hermafroditas, a veces funcionalmente dioicas (Spachea  en Nicaragua). Hojas generalmente opuestas, a menudo con glándulas multicelulares grandes sobre el pecíolo o la lámina (generalmente en el envés) o sobre ambos, lámina simple, generalmente entera, raramente lobada o pseudodentada; estípulas generalmente presentes. Flores con simetría bilateral leve o marcada; sépalos 5, eglandulares o, más frecuentemente, los 4 laterales o los 5 con (1) 2 glándulas multicelulares grandes sobre el lado abaxial; pétalos 5, libres, unguiculados, alternando con los sépalos, imbricados, el posterior (estandarte) más interno y a menudo diferente a los otros 4; estambres en su mayoría 10, o menos por reducción en algunos géneros, anteras generalmente dehiscentes por hendiduras longitudinales; ovario súpero, compuesto de (2) 3 carpelos libres a connados, cada lóculo fértil con un óvulo anátropo péndulo, estilos generalmente 1 por carpelo, algunas veces connados o reducidos en número. Fruto seco o carnoso, dehiscente o indehiscente, samaroide, nuciforme o drupáceo; semillas sin endosperma.  Gaudichaudia y varios géneros, poseen, además de las flores casmógamas, flores cleistógamas ca 1–2 mm de diámetro, con 5 sépalos eglandulares, 1 (2) pétalos rudimentarios, 1 (2) estambres diminutos y 2 carpelos sin estilos; el fruto consta de 2 mericarpos similares a aquellos de los carpelos anteriores en las flores casmógamas.

## Géneros
| - Acmanthera - Acridocarpus - Adelphia - Aenigmatanthera - Alicia - Amorimia - Aspicarpa - Aspidopterys - Banisteriopsis - Barnebya - Blepharandra - Brachylophon - Bronwenia - Bunchosia - Burdachia - Byrsonima - Calcicola - Callaeum - Calyptostylis - Camarea | - Carolus - Caucanthus - Christianella - Clonodia - Coleostachys - Cordobia - Cottsia - Diacidia - Dicella - Digoniopterys - Dinemagonum - Dinemandra - Diplopterys - Echinopterys - Ectopopterys - Excentradenia - Flabellaria - Flabellariopsis - Gallardoa - Galphimia | - Gaudichaudia - Glandonia - Heladena - Henleophytum - Heteropterys - Hiptage - Hiraea - Janusia - Jubelina - Lasiocarpus - Lophanthera - Lophopterys - Madagasikaria - Malpighia - Malpighiodes - Mascagnia - Mcvaughia - Mezia - Microsteira | - Mionandra - Niedenzuella - Peixotoa - Philgamia - Psychopterys - Pterandra - Ptilochaeta - Rhynchophora - Spachea - Sphedamnocarpus - Stigmaphyllon - Tetrapterys - Thryallis - Triaspis - Tricomaria - Triopterys - Tristellateia - Verrucularia |